# Méan Motor Engineering
Die Méan Motor Engineering SA war ein belgischer Hersteller von Automobilen.

## Unternehmensgeschichte
Jacques d’Heur gründete im Dezember 1964 das Unternehmen in Lüttich. Er begann mit der Produktion von Automobilen. Anfang 1966 wurden die Fahrzeuge auf dem Brüsseler Automobilsalon präsentiert. Der Markenname lautete Méan. Ende 1971 wurde das Unternehmen aufgegeben. D’Heur gründete daraufhin Liberta Engineering.

## Fahrzeuge
Das Unternehmen bot die Fahrzeuge mit Kunststoffkarosserie sowohl fertig montiert als auch als Kit Car her.

### Sonora 1000
Das erste Modell war ein offener Zweisitzer mit dem Fahrgestell des VW Käfer. Zur Wahl standen die Vierzylindermotoren von Ford Anglia, Ford Cortina, NSU TT, Peugeot 404 und Renault 8 sowie der Sechszylindermotor des Ford Taunus mit 2000 cm³ Hubraum. Die Höchstgeschwindigkeit wurde mit 185 km/h für das stärkste Modell angegeben.

### Barquette
Dies war ein offener Zweisitzer mit Überrollbügel für den Rennsport.

### Aquila
Dieses Modell hatte einen Einbaumotor von Ford, der im Heck montiert war.